# Ilha do Bom Jesus da Coluna
A Ilha do Bom Jesus da Coluna era uma ilha localizada no interior da baía de Guanabara, na cidade do Rio de Janeiro, no Brasil. Entre 1949 e 1952, a ilha foi integrada por meio de aterro a sete ilhas vizinhas, formando a atual Ilha do Fundão.
Parte da área da antiga ilha está compreendida atualmente na Vila Militar do Fundão e assume, hoje, o nome de "Santuário Militar Bom Jesus da Coluna". Local histórico, nele o visitante pode apreciar não apenas a edificação da Igreja do Bom Jesus da Coluna, como a do Asilo dos Inválidos da Pátria e diversas placas homenageando heróis de guerra, em visitas guiadas, de terça a domingo, das 9 às 16 horas.

## História
A antiga ilha era assim denominada devido à Igreja do Bom Jesus da Coluna, erguida em 1705, em estilo pós-barroco, em terreno doado pela família Telles de Menezes. O nome da igreja se refere à crença de que Jesus teria ficado preso a uma coluna antes de ser crucificado. A imagem principal do altar faz alusão a este mito. A fachada da igreja, caiada, é visível da Ponte Rio-Niterói. A igreja foi restaurada em agosto de 2008. No interior da igreja, podemos encontrar a cripta da Família Telles. Somente dois membros da família ali foram enterrados e lá permaneceram. No interior da cripta, ainda existe o ossuário (um baú em cobre) com os restos mortais dos dois membros (mulheres) da família. Ao entrar na igreja, subimos 7 degraus que representam os 7 sacramentos. A igreja foi tombada pelo Instituto do Patrimônio Histórico e Artístico Nacional em 1937.
A igreja fazia parte de um convento edificado pela ordem dos Franciscanos. Mais tarde, o convento passou a funcionar como hospital. Em 1868, no contexto da Guerra do Paraguai, o hospital foi transformado em Asilo para os Inválidos da Pátria, imitando o Hôtel des Invalides de Paris. O asilo funcionou até 1976.
Nos idos de 1849, a Congregação das Irmãs do Imaculado Coração de Maria cuidava do local. Em 1856, nove noviças foram infectadas com a febre amarela, vindo a falecer. Após este acontecimento, a congregação entregou a igreja ao Exército Brasileiro, que já administrava o Asilo dos Inválidos da Pátria. Já sob a guarda do exército, dois generais foram ali enterrados, sendo que somente os restos mortais de um deles ali permanecem, tendo os restos mortais do outro sido transferidos para sua terra natal.

### Centro de Pesquisas General Electric
A região da antiga ilha recebeu, em 2014, o primeiro Centro de Pesquisas Global na América Latina da General Electric.